# معرض برلين
معرض برلين (بالألمانية: Messegelände Berlin)‏ يرجع تاريخ إقامة أول معرض تجاري بمدينة برلين إلى عام 1822 ويلتقي اليوم في العاصمة الألمانية مشاركون مختارون من مختلف القطاعات التجارية حيث يأتي على رأسها القطاع السياحي والإلكتروني والزراعي. يشرف معرض برلين ش.م.م على إدارة وتسيير أكبر مركز لعقد المؤتمرات على المستوى الأوروبي والمعروف باسم ICC Berlin.

## الروابط الخارجية
- الموقع الرسمي للمعرض